# Jeffrey Sachs
Jeffrey David Sachs (Detroit, 5 de novembro de 1954) é um economista norte-americano liberal, conhecido pelo seu trabalho como conselheiro econômico de diversos governos, da Bolívia e alguns dos países que faziam a transição de uma economia planificada no fim da Guerra Fria para o regime capitalista como a Polônia, Estônia e a Eslovênia e na Rússia após o fim União Soviética.
Actualmente, trabalha como professor na Universidade de Columbia. É também conhecido pelo seu trabalho em agências internacionais para a redução da pobreza, o cancelamento da dívida e o controle de doenças, especialmente a SIDA, para os países subdesenvolvidos. 

## Biografia
Em 1976, Jeffrey Sachs licenciou-se, com um diploma de summa cum laude e, entre 1978 e 1980, realizou o seu mestrado e doutoramento, respectivamente, pela Universidade de Harvard. Possui graus honorários de várias instituições, incluindo a Universidade de Simon Fraser.
Antes de chegar à Universidade de Columbia em julho de 2002, Sachs passou mais de 20 anos na Universidade de Harvard. Tendo sido admitido como professor assistente em 1980 e promovido a professor associado em 1982. Posteriormente entrou nos quadros da universidade tendo acabado por receber a honra de Professor Galen L. Stone em Comércio Internacional.
Alcançou fama internacional ao assessorar o Presidente da Bolívia Victor Paz Estenssoro na elaboração do plano econômico que acabou a inflação nesse País, derrubando-a de 40 000% ao ano para próximo de 0%.
Desde 2002, é director do Instituto da Terra da Universidade de Columbia e professor do Departamento de Economia, da Escola de Assuntos Internacionais e Públicos e do Departamento de Política de Gestão da Saúde. Em 2003, recebeu a honra de Professor Quetelet em Desenvolvimento Sustentável. É também director do Projecto do Milénio das Nações Unidas e Associado de Investigação do National Bureau of Economic Research. 
Anteriormente, Sachs foi conselheiro no FMI, no Banco Mundial, na OCDE, na Organização Mundial de Saúde e no Programa de Desenvolvimento das Nações Unidas. Sachs é casado com Sonia Ehrlich Sachs e tem três filhos; Lisa, Adam e Hannah. Em 2015, ele assinou uma petição contra a pressão da União Europeia para a intensificação do processo de austeridade fiscal na Grécia.

### "O Fim da Pobreza"
Em 2005, ele escreveu o livro O Fim da Pobreza onde apresenta algumas ideias acerca da promoção do desenvolvimento e da eliminação da pobreza extrema com base nos conhecimentos adquiridos no seu trabalho como professor e conselheiro a diversas instituições e governos.
Neste trabalho, Sachs escreve que "a governação em África é má porque a África é pobre". Na sua opinião, com as medidas adequadas, a miséria em massa - como os 1 100 milhões de pessoas que vivem com menos de 1 dólar por dia - pode ser eliminada em 20 anos. A China e a Índia servem como exemplos; a China arrancou 300 milhões da pobreza extrema nas últimas duas décadas. Para Sachs o elemento chave para conseguir este objectivo é elevar o montante de ajuda aos países pobres do nível de 65 mil milhões de dólares (2002) para 195 mil milhões (2015). 
Sachs põe ênfase no papel da geografia, nomeadamente o facto de a maior parte de África sofrer de isolamento e de doenças endémicas, mas salienta que esses problemas, se forem reconhecidos podem ser ultrapassados: as doenças, tais como a malária, podem ser controladas, e podem ser criadas infra-estruturas que superem o isolamento geográfico. Sem que estes problemas básicos tenham resposta, as elites políticas continuarão a não conseguir atrair investimentos nem  promover o desenvolvimento.
Os seus interesses na área da investigação incluem a ligação entre a saúde e o desenvolvimento, a geografia económica, a globalização, a transição para economias de mercado, os mercados financeiros internacionais, a coordenação da política macroeconómica internacional, os mercados emergentes, crescimento e desenvolvimento económico, a competitividade global e as políticas macroeconómicas em países desenvolvidos e em desenvolvimento.

## Opiniões políticas
Quando questionado se ele sabia que o líder sírio Bashar Al-Assad havia matado seu próprio povo, em uma entrevista de 2023 para a revista New Yorker, Sachs respondeu que não. Na mesma entrevista, ele disse que não era apropriado utilizar o termo genocídio para se referir à repressão aos Uigures na China.

## Distinções
- Doutoramento Honoris Causa em Management – Green Economy and Sustainability pela Università degli Studi di Brescia (2018)